# Paris-Roubaix 1961
Paris-Roubaix 1961 a fost a 59-a ediție a Paris-Roubaix, o cursă clasică de ciclism de o zi din Franța. Evenimentul a avut loc pe 10 aprilie 1961 și s-a desfășurat pe o distanță de 262,5 de kilometri de la Compiègne până la velodromul din Roubaix. Câștigătorul a fost Rik Van Looy din Belgia de la echipa Faema.

## Rezultate
| Loc | Concurent                 | Echipă                   | Timp       |
| --- | ------------------------- | ------------------------ | ---------- |
| 1   | Rik Van Looy (BEL)        | Faema                    | 6h 19' 08" |
| 2   | Marcel Janssens (BEL)     | Dr. Mann                 | + 0"       |
| 3   | René Vanderveken (BEL)    | Solo–Van Steenbergen     | + 0"       |
| 4   | Norbert Kerckhove (BEL)   | Dr. Mann                 | + 0"       |
| 5   | Albertus Geldermans (NED) | Rapha–Gitane–Dunlop      | + 0"       |
| 6   | Emile Daems (BEL)         | Philco                   | + 0"       |
| 7   | Bas Maliepaard (NED)      | Rapha–Gitane–Dunlop      | + 50"      |
| 8   | Armand Desmet (BEL)       | Faema                    | + 50"      |
| 9   | Arthur Decabooter (BEL)   | Groene Leeuw–SAS–Sinalco | + 1' 05"   |
| 10  | Gilbert Desmet (BEL)      | Carpano                  | + 1' 05"   |